# Kamionka (SIMC 0082328)
Kamionka (kaszub. Kamiónka lub Kamionka, niem. Kamnionka) – osada kaszubska w Polsce położona w województwie pomorskim, w powiecie chojnickim, w gminie Chojnice. Osada jest częścią składową sołectwa Swornegacie. Kamionka jest położona na terenie Zaborskiego Parku Krajobrazowego nad rzeką Brdą i nad wschodnim brzegiem jeziora Witoczno.
W latach 1975–1998 miejscowość administracyjnie należała do województwa bydgoskiego.

## Osady o nazwie Kamionka w gminie Chojnice
W gminie Chojnice istnieją dwie miejscowości podstawowe typu osada o nazwie Kamionka. Niniejszy artykuł dotyczy osady, która posiada identyfikator SIMC 0082328. Drugą z nich jest osada Kamionka, która posiada identyfikator SIMC 0081524.